# Cappella Maggiore
Cappella Maggiore är en ort och kommun i provinsen Treviso i regionen Veneto i Italien. Kommunen hade 4 749 invånare (2018).